# Agostinho Fortes Filho
Pour les articles homonymes, voir Fortes.
Agostinho Fortes Filho, appelé plus simplement Fortes (né le 9 septembre 1901 à Rio de Janeiro et mort le 2 mai 1966), est un joueur brésilien de football qui évolue milieu de terrain au début de l'entre-deux-guerres.

## Biographie
Il joue toute sa carrière de milieu de terrain entre 1917 et 1939 dans l'équipe carioca du Fluminense Football Club.
Il prend part à la coupe du monde 1930 en Uruguay avec l'équipe du Brésil, sélectionné par l'entraîneur brésilien Píndaro de Carvalho.
Il remporte également avec la Seleçao la Copa América 1919 et la Copa América 1922.

## Palmarès

### Club
- Championnat Carioca : 4

Fluminense : 1917, 1918, 1919, 1924

### Brésil
- Copa América : 2

1919, 1922